# Sheldon Kinser
Sheldon Kinser, född den 9 december 1942 i Bloomington i Indiana, död den 1 augusti 1988 i Bloomington (cancer), var en amerikansk racerförare.

## Racingkarriär
Kinser blev mästare i USAC:s Sprint Car-serier tre gånger (1977, 1981 och 1982), samt tävlade i USAC Indycar/CART under sin karriär. Hans största framgång i formelbilsracing var en sjätteplats i Indianapolis 500 1981. Han slutade som bäst trettonde i CART, vilket han gjorde 1980. Kinser avled av cancer 1988 i sin hemstad Bloomington, 45 år gammal.